# Сандански (стадион)
„Сандански“ е мултифункционален стадион в град Сандански, България.
Използва се предимно за футболни мачове и е родното игрище на ФК „Вихрен“ (Сандански). Стадионът побира 6000 зрители. Обновен е през 2009 година.